# Stig Brenner

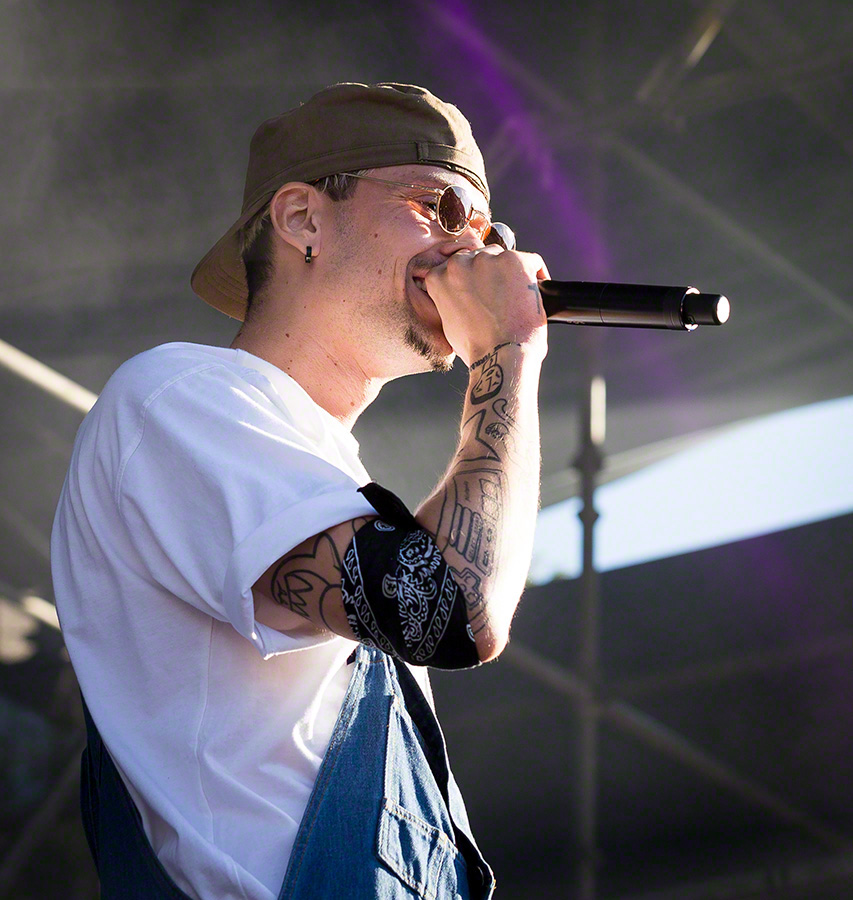
Unge Ferrari, 2016

Stig Joar Haugen (* 2. August 1990 in Hamar) ist ein norwegischer Sänger, Songwriter und Rapper. Er tritt unter anderem mit den Pseudonymen Stig Brenner und Unge Ferrari auf.

## Leben
Haugen stammt aus Hamar. Zunächst wirkte er bei einigen Rapliedern anderer Künstler mit. Im Jahr 2015 veröffentlichte er unter seinem Pseudonym Unge Ferrari mit Til mine venner sein Debütalbum. Im Album enthalten waren unter anderem die Lieder Lianer und Hvis du vil, die für ihn zu einem größeren Erfolg führten. Letzteres war gemeinsam mit der Sängerin Tomine Harket entstanden. Sein Debütalbum wurde in der Urban-Kategorie beim Spellemannprisen 2015 nominiert. Haugen wurde zudem in der Kategorie „Newcomer des Jahres“ beim Musikpreis P3 Gull nominiert. Die norwegische Zeitung Dagbladet schrieb im Jahr 2017, dass Haugens Durchbruch im Jahr 2015 zu einer Rückkehr des R&B-Genres in der norwegischen Popmusik geführt hätte. Im Jahr 2016 gab er gemeinsam mit Tomine Harket die EP Hva er vi nå // H.E.V.N. // heraus. Darin enthalten war die gemeinsame Single Nostalgi 3Millioner. Das Lied wurde in der Kategorie „Lied des Jahres“ bei P3 Gull nominiert. Im darauffolgenden Jahr gab Haugen das Album Romeo må dø heraus. Mit der Zeit begann er mit weiteren Künstlern wie Lars Vaular, Silvana Imam und Arif zusammenzuarbeiten.
Zusammen mit Arif und dem Duo Karpe bildete er eine Supergruppe, die den Namen Mars erhielt. Die Gruppe veröffentlichte im Januar 2018 die EP Mars. Gemeinsam mit Arif war er im Jahr 2018 bei P3 Gull in der Kategorie „Liveartist des Jahres“ nominiert. Die beiden traten über die Zeit hinweg wiederholt zusammen auf, unter anderem Ende 2017 in der ausverkauften Arena Oslo Spektrum. Mit seinem im November 2018 erschienenen Album Midt i mellom magisk og manisk konnte Haugen erstmals den ersten Platz der norwegischen Albumcharts erreichen.
Im Jahr 2021 veröffentlichte er das Album Hvite duer, sort magi unter seinem neuen Künstlernamen „Stig Brenner“. Im selben Jahr wurde er beim Musikpreis P3 Gull mit dem P3-Preis, also dem Ehrenpreis der Veranstaltung, ausgezeichnet. Den Preis überreichte ihm der norwegische Ministerpräsident Jonas Gahr Støre. Haugens Dankesrede erhielt unter anderem deshalb größere Aufmerksamkeit, da er sich für eine Reform der Drogenpolitik aussprach. Haugen wirkte an der zum Jahresbeginn des Jahres 2022 bei TV 2 ausgestrahlten TV-Show Hver gang vi møtes mit. Im September 2024 hatte er gemeinsam mit Arif Murakami und dem Lied Let’s Go einen Nummer-eins-Hit in Norwegen.

## Stil und Rezeption
Haugens Gesangs- und Musikstil wechselt zwischen Rap und R&B. Häufig verwendet er Auto-Tune. Die Zeitung Klassekampen schrieb im Jahr 2018 über ihn, dass er in Norwegen zu den ersten Künstlern gehört habe, die den zu dieser Zeit in den USA bereits weit verbreiteten gesungenen Rap verwendeten. In der Jury-Begründung bei seiner Auszeichnung mit dem P3-Preis hieß es, dass er seine Position als Anführer im norwegischen R&B gefestigt habe.

## Auszeichnungen
P3 Gull
- 2015: Nominierung in der Kategorie „Newcomer des Jahres“[11]
- 2016: Nominierung in der Kategorie „Lied des Jahres“ (gemeinsam mit Tomine Harket für Nostalgi 3Millioner)[12]
- 2018: Nominierung in der Kategorie „Liveartist des Jahres“ (mit Arif)[13]
- 2021: Nominierung in der Kategorie „Künstler des Jahres“
- 2021: P3-Preis
- 2024: Nominierung in der Kategorie „Lied des Jahres“ (mit Arif, für Let’s Go)[14]

Spellemannprisen
- 2015: Nominierung in der Kategorie „Urban“ (für Til mine venner)
- 2018: Nominierung in der Kategorie „Album des Jahres“ (für Midt imellom magisk og manisk)
- 2018: Nominierung in der Kategorie „Songwriter des Jahres“ (für Midt imellom magisk og manisk)
- 2021: Nominierung in der Kategorie „Songwriter des Jahres“ (für Hvite duer, sort magi)
- 2021: Nominierung in der Kategorie „RnB/Soul“ (für Hvite duer, sort magi)
- 2021: Nominierung in der Kategorie „Veröffentlichung des Jahres“ (für Hvite duer, sort magi)

## Diskografie

### Alben
| Jahr | Titel                         | Höchstplatzierung, Gesamtwochen, AuszeichnungChartsChartplatzierungen (Jahr, Titel, Platzierungen, Wochen, Auszeichnungen, Anmerkungen) | Anmerkungen                             |
| Jahr | Titel                         | NO | Anmerkungen                             |
| ---- | ----------------------------- | --- | --------------------------------------- |
| 2015 | Til mine venner               | NO31 Gold · (1 Wo.)NO | Erstveröffentlichung: 13. November 2015 |
| 2017 | Romeo må dø                   | NO6 (3 Wo.)NO | Erstveröffentlichung: 27. Oktober 2017  |
| 2018 | Midt imellom magisk og manisk | NO1 Platin · (91 Wo.)NO | Erstveröffentlichung: 30. November 2018 |
| 2021 | Hvite duer, sort magi         | NO1 Platin · (15 Wo.)NO | Erstveröffentlichung: 18. Juni 2021     |

### EPs
- 2022: BluesBrutterne (mit Arif Murakami)
- Hva er vi nå // H.E.V.N. // (mit Tomine Harket)
- 2023: Det var aldri meg

### Singles
| Jahr | Titel Album                                        | Höchstplatzierung, Gesamtwochen, AuszeichnungChartsChartplatzierungen (Jahr, Titel, Album, Platzierungen, Wochen, Auszeichnungen, Anmerkungen) | Anmerkungen                                                                    |
| Jahr | Titel Album                                        | NO | Anmerkungen                                                                    |
| --- | -------------------------------------------------- | --- | ------------------------------------------------------------------------------ |
| 2017 | Ashanti –                                          | NO40 Gold · (1 Wo.)NO | Erstveröffentlichung: 10. Februar 2017                                         |
| 2017 | Hologram –                                         | NO28 (3 Wo.)NO | Erstveröffentlichung: 1. September 2017                                        |
| 2017 | Urettferdig –                                      | NO18 Platin · (7 Wo.)NO | Erstveröffentlichung: 11. August 2017 mit Hkeem                                |
| 2018 | Balkong Midt imellom magisk og manisk              | NO18 Platin · (22 Wo.)NO | Erstveröffentlichung: 2. November 2018                                         |
| 2018 | Bagasje Midt imellom magisk og manisk              | NO24 Gold · (2 Wo.)NO | Erstveröffentlichung: 23. November 2018 mit Ylva                               |
| 2019 | KDVPM Hkeem                                        | NO39 (1 Wo.)NO | Erstveröffentlichung: 30. August 2019 mit Hkeem                                |
| 2020 | Når alt ikke er nok Hvite duer, sort magi          | NO29 (2 Wo.)NO | Erstveröffentlichung: 25. Dezember 2020 mit Molly Sandén                       |
| 2021 | Fri Hvite duer, sort magi                          | NO39 (1 Wo.)NO | Erstveröffentlichung: 12. Februar 2021                                         |
| 2022 | Faller (Falter) –                                  | NO36 (2 Wo.)NO | Original: Falter von Jarle Bernhoft (2016) Beitrag zu Hver gang vi møtes       |
| 2022 | Gutter snakker aldri sammen BluesBrutterne         | NO35 (1 Wo.)NO | Erstveröffentlichung: 8. April 2022 mit Arif                                   |
| 2022 | Øyne i nakken –                                    | NO39 (1 Wo.)NO | Erstveröffentlichung: 28. Oktober 2022 mit Isah                                |
| 2023 | Har du glemt meg? –                                | NO20 (1 Wo.)NO | Erstveröffentlichung: 2. Juni 2023                                             |
| 2023 | Bare mellom oss –                                  | NO37 (1 Wo.)NO | Erstveröffentlichung: 1. September 2023 mit Newkid                             |
| 2023 | Aldri –                                            | NO16 (3 Wo.)NO | Erstveröffentlichung: 8. September 2023 mit Ina Wroldsen                       |
| 2023 | Månen –                                            | NO22 Gold · (5 Wo.)NO | Erstveröffentlichung: 8. September 2023 mit Tyr                                |
| 2023 | Ment for hverandre Det var aldri meg               | NO27 (1 Wo.)NO | Erstveröffentlichung: 20. Oktober 2023                                         |
| 2024 | Let’s Go –                                         | NO1 Gold · (7 Wo.)NO | Erstveröffentlichung: 6. September 2024 mit Arif Murakami                      |
| 2025 | Få det på –                                        | NO1 (… Wo.)NO | Erstveröffentlichung: 31. Januar 2025 mit Astrid S Original: Kjartan Lauritzen |
| 2025 | Bedre sånn –                                       | NO21 (1 Wo.)NO | Erstveröffentlichung: 21. Februar 2025 mit Makosir                             |
| 2025 | Dumme boys –                                       | NO11 (5 Wo.)NO | Erstveröffentlichung: 21. März 2025 mit Arif Murakami und Broiler              |
| 2025 | Galopp (feat. May) –                               | NO7 (… Wo.)NO | Erstveröffentlichung: 11. April 2025 mit Arif Murakami und Coucheron           |
| Folgende Lieder erschienen nicht als Single, wurden aber durch das Album zum Download und Streaming bereitgestellt und konnten somit eine Platzierung erlangen: |                                                    | |                                                                                |
| |                                                    | |                                                                                |
| 2018 | Jeg bruker ikke kondom Mars                        | NO1 (7 Wo.)NO | als Teil von Mars                                                              |
| 2018 | Jeg er lei meg Mars                                | NO2 (7 Wo.)NO | als Teil von Mars                                                              |
| 2018 | Jeg føler meg som Tshawe Mars                      | NO8 (2 Wo.)NO | als Teil von Mars                                                              |
| 2018 | Jeg gråter tårer i en mansion Mars                 | NO4 (3 Wo.)NO | als Teil von Mars                                                              |
| 2018 | Vi kanke være venner Midt imellom magisk og manisk | NO25 Platin · (15 Wo.)NO |                                                                                |
| 2022 | Jugekors BluesBrutterne                            | NO40 (1 Wo.)NO | mit Arif                                                                       |

Weitere Singles (mit Auszeichnungen)
- 2015: Hvis du vil (mit Tomine Harket, NO: Gold)
- 2015: Bulmers (mit Arif, NO: Gold)
- 2015: Lianer (NO: Platin)
- 2016: Nostalgi 3Millioner (mit Tomine Harket, NO: Platin)
- 2016: Du fortjener å være alene (mit Tomine Harket, NO: Gold)
- 2017: BBB (mit Arif, NO: Platin)
- 2017: Følsom (mit Philip Emilio und Vinz, NO: Gold)
- 2018: Ung & Dum (NO: Gold)
- 2018: Sorry mamma (NO: Gold)